# Clavulina amethystinoides
Clavulina amethystinoides är en svampart som först beskrevs av Peck, och fick sitt nu gällande namn av Corner 1950. Clavulina amethystinoides ingår i släktet Clavulina och familjen Clavulinaceae.   Inga underarter finns listade i Catalogue of Life.